# Пентапразеодимтриталлий
Пентапразеодимтриталлий — бинарное неорганическое соединение, интерметаллид празеодима и таллия с формулой Pr5Tl3, кристаллы.

## Получение
- Сплавление стехиометрических количеств чистых веществ:

{\displaystyle {\mathsf {5Pr+3Tl\ {\xrightarrow {1020^{o}C}}\ Pr_{5}Tl_{3}}}}

## Физические свойства
Пентапразеодимтриталлий образует кристаллы тетрагональной сингонии, пространственная группа I 4/mcm, параметры ячейки a = 1,2553 нм, c = 0,6172 нм, Z = 4, структура типа трисилицида пентавольфрама W5Si3.
Соединение образуется по перитектической реакции при температуре 1020 °C